# Score ASA
Le score ASA, ou Physical status score, a été mis au point 1941 par la société américaine des anesthésistes American Society of Anesthesiologists (ASA). Il est utilisé en médecine pour exprimer l’état de santé pré-opératoire d'un patient.
Il permet d'évaluer le risque anesthésique et d'obtenir un paramètre prédictif de mortalité et morbidité péri-opératoire. Son utilisation offre également la possibilité d'étudier et de déterminer les facteurs interférant dans l'infection post-opératoire (IPO) et les principes de prévention. Allant de 1 à 6, c'est un indicateur de la probabilité de mortalité péri-opératoire globale. Si ce score est supérieur ou égal à 3, il est considéré comme un facteur de risque anesthésique et pour les IPO.
Le score ASA fait partie de l’index de risque National Nosocomial Infections Surveillance (NNIS). Ces indicateurs sont utilisés par les chirurgiens, les anesthésistes, les médecins DIM et aussi par le comité de lutte contre les infections nosocomiales (CLIN) pour lutter contre les infections nosocomiales et faire des études épidémiologiques.
Les patients sont classés dans l'une des six catégories suivantes :
| Score | État de santé du patient |
| ----- | --- |
| 1     | Patient sain, en bonne santé, c'est-à-dire sans atteinte organique, physiologique, biochimique ou psychique. |
| 2     | Maladie systémique légère, patient présentant une atteinte modérée d'une grande fonction, par exemple : légère hypertension, anémie, bronchite chronique légère.                                                                                   |
| 3     | Maladie systémique sévère ou invalidante, patient présentant une atteinte sévère d'une grande fonction qui n'entraine pas d'incapacité, par exemple : angine de poitrine modérée, diabète, hypertension grave, décompensation cardiaque débutante. |
| 4     | Patient présentant une atteinte sévère d'une grande fonction, invalidante, et qui met en jeu le pronostic vital, par exemple : angine de poitrine au repos, insuffisance systémique prononcée (pulmonaire, rénale, hépatique, cardiaque…)          |
| 5     | Patient moribond dont l'espérance de vie ne dépasse pas 24 heures, sans intervention chirurgicale. (« Patient moribond dont la survie est improbable sans l'intervention » : source SFAR)                                                          |
| 6     | Patient en état de mort cérébrale, candidat potentiel au don d'organes (selon critères spécifiques) |